# Благовещенка (Исилькульский район)
Благовещенка — деревня в Исилькульском районе Омской области. Входит в состав Лесного сельского поселения.

## История
Основана в 1896 г. В 1928 г. посёлок Благовещенка состоял из 81 хозяйства, основное население — русские. В составе Рославского сельсовета Исилькульского района Омского округа Сибирского края. В начале 1930-х годов организован колхоз "Большевик" по которому и деревнянекоторое время носила название Большевик.

## Население
| 1926 | 2002 | 2010 | 2015 |
| ---- | ---- | ---- | ---- |
| 441  | ↘365 | ↘335 | ↘275 |